# Pitso Mosimane
Pitso John Mosimane (Kagiso, 26 luglio 1964) è un allenatore di calcio ed ex calciatore sudafricano, di ruolo centrocampista, tecnico dell'Abha.
È con tredici trofei vinti, l'allenatore più vincente del calcio sudafricano. Detiene il record di ABSA Premiership (5) vinte.

## Caratteristiche tecniche
Le squadre di Mosimane - solitamente disposte con un 4-2-3-1 - tendono a giocare un calcio offensivo, costruendo il gioco dal basso per vie verticali, prediligendo un calcio fatto di possesso palla e palleggio con calciatori di qualità.

## Carriera

### Giocatore

#### Club
Inizia la propria carriera da calciatore professionista nel 1982 con il Jomo Cosmos, prima di approdare al Mamelodi Sundowns. Nel 1989 si trasferisce in Grecia allo Iōnikos, dove resta sei anni. Termina la carriera in Qatar all'Al-Sadd nel 1996, ritirandosi all'età di 32 anni.

#### Nazionale
Esordisce in nazionale il 25 luglio 1993 contro il Mauritius, incontro valido per le qualificazioni alla Coppa d'Africa 1994, segnando una delle tre reti che consentono ai Bafana Bafana di vincere la partita.

### Allenatore
Nel 2001 passa alla guida del SuperSport United, vincendo l'MTN 8 (2004) e la Coppa del Sudafrica (2005). Nel 2006 viene nominato allenatore ad interim della nazionale sudafricana. Dopo aver coperto per tre anni il ruolo di assistente, il 15 luglio 2010 viene nominato CT del Sudafrica. Il 5 giugno 2012 viene sollevato dall'incarico.
Il 2 dicembre 2012 sostituisce Johan Neeskens alla guida del M. Sundowns. Nel 2016 - dopo aver vinto la CAF Champions League 2016 contro lo Zamalek - l'IFFHS lo inserisce al decimo posto nella graduatoria degli allenatori a livello mondiale. Il 5 gennaio 2017 viene nominato tecnico dell'anno dalla CAF. Nel 2020 si dimette dall'incarico. Lascia il Mamelodi Sundowns dopo aver sollevato 11 trofei, tra cui cinque ABSA Premiership e una CAF Champions League.
Il 30 settembre 2020 viene nominato tecnico dell'Al-Ahly, con cui ottiene nel 2020 uno storico treble, vincendo campionato, coppa nazionale e CAF Champions League. Il 17 luglio 2021 si aggiudica nuovamente la CAF Champions League, conducendo il club al decimo successo nella competizione. Il 13 giugno 2022, due settimane dopo aver perso la finale della CAF Champions League, si dimette dall'incarico.
Il 25 settembre 2022 passa alla guida dell'Al-Ahli, in Arabia Saudita. A fine stagione la squadra vince il campionato, conquistando la promozione nella Saudi Pro League. Il 15 giugno 2023 risolve l'accordo che lo legava all'Al-Ahli. Il 18 giugno 2023 viene ingaggiato dall'Al-Wahda, club della massima serie emiratina. A novembre viene sollevato dall'incarico. L'11 gennaio 2024 trova un accordo con l'Abha, formazione militante in Saudi Pro League.

## Statistiche

### Cronologia presenze e reti in nazionale
| Cronologia completa delle presenze e delle reti in nazionale ― Sudafrica | Cronologia completa delle presenze e delle reti in nazionale ― Sudafrica | Cronologia completa delle presenze e delle reti in nazionale ― Sudafrica | Cronologia completa delle presenze e delle reti in nazionale ― Sudafrica | Cronologia completa delle presenze e delle reti in nazionale ― Sudafrica | Cronologia completa delle presenze e delle reti in nazionale ― Sudafrica | Cronologia completa delle presenze e delle reti in nazionale ― Sudafrica | Cronologia completa delle presenze e delle reti in nazionale ― Sudafrica |
| Data                                                                     | Città                                                                    | In casa                                                                  | Risultato                                                                | Ospiti                                                                   | Competizione                                                             | Reti                                                                     | Note                                                                     |
| ------------------------------------------------------------------------ | ------------------------------------------------------------------------ | ------------------------------------------------------------------------ | ------------------------------------------------------------------------ | ------------------------------------------------------------------------ | ------------------------------------------------------------------------ | ------------------------------------------------------------------------ | ------------------------------------------------------------------------ |
| 25-7-1993                                                                | Belle Vue Maurel                                                         | Mauritius                                                                | 1 – 3                                                                    | Sudafrica                                                                | Qual. Coppa d'Africa 1994                                                | 1                                                                        |                                                                          |
| 6-10-1993                                                                | Los Angeles                                                              | Messico                                                                  | 4 – 0                                                                    | Sudafrica                                                                | Amichevole                                                               | -                                                                        | 73’                                                                      |
| 4-9-1994                                                                 | Antananarivo                                                             | Madagascar                                                               | 0 – 1                                                                    | Sudafrica                                                                | Qual. Coppa d'Africa 1996                                                | -                                                                        | 66’                                                                      |
| 15-10-1994                                                               | Mabopane                                                                 | Sudafrica                                                                | 1 – 0                                                                    | Mauritius                                                                | Qual. Coppa d'Africa 1996                                                | -                                                                        | 66’                                                                      |
| Totale                                                                   |                                                                          | Presenze                                                                 | 4                                                                        |                                                                          | Reti                                                                     | 1                                                                        |                                                                          |

### Statistiche da allenatore

#### Club
Statistiche aggiornate all'11 gennaio 2024. In grassetto le competizioni vinte.
| Stagione              | Squadra               | Campionato            | Campionato | Campionato | Campionato | Campionato | Coppe nazionali | Coppe nazionali | Coppe nazionali | Coppe nazionali | Coppe nazionali | Coppe continentali | Coppe continentali | Coppe continentali | Coppe continentali | Coppe continentali | Altre coppe  | Altre coppe | Altre coppe | Altre coppe | Altre coppe | Totale | Totale | Totale | Totale | % Vittorie | Piazzamento             |
| Stagione              | Squadra               | Comp                  | G          | V          | N          | P          | Comp            | G               | V               | N               | P               | Comp               | G                  | V                  | N                  | P                  | Comp         | G           | V           | N           | P           | G      | V      | N      | P      | %          | Piazzamento             |
| --------------------- | --------------------- | --------------------- | ---------- | ---------- | ---------- | ---------- | --------------- | --------------- | --------------- | --------------- | --------------- | ------------------ | ------------------ | ------------------ | ------------------ | ------------------ | ------------ | ----------- | ----------- | ----------- | ----------- | ------ | ------ | ------ | ------ | ---------- | ----------------------- |
| 2001-2002             | SuperSport Utd        | PL                    | 34         | 17         | 8          | 9          | CdL             | 2               | 1               | 0               | 1               | -                  | -                  | -                  | -                  | -                  | MTN 8        | 1           | 0           | 0           | 1           | 37     | 18     | 8      | 11     | 48,65      | 2º                      |
| 2002-2003             | SuperSport Utd        | PL                    | 30         | 16         | 7          | 7          | CS+CdL          | 2+1             | 1+0             | 0               | 1+1             | -                  | -                  | -                  | -                  | -                  | MTN 8        | 2           | 1           | 0           | 1           | 35     | 18     | 7      | 10     | 51,43      | 2º                      |
| 2003-2004             | SuperSport Utd        | PL                    | 30         | 16         | 5          | 9          | CS+CdL          | 3+1             | 2+0             | 0               | 1+1             | CCL                | 12                 | 5                  | 3                  | 4                  | MTN 8        | 1           | 0           | 0           | 1           | 47     | 23     | 8      | 16     | 48,94      | 3º                      |
| 2004-2005             | SuperSport Utd        | PL                    | 30         | 13         | 12         | 5          | CS+CdL          | 6+4             | 6+2             | 0+1             | 0+1             | CC                 | 6                  | 3                  | 1                  | 2                  | MTN 8        | 3           | 1           | 2           | 0           | 49     | 25     | 16     | 8      | 51,02      | 4º                      |
| 2005-2006             | SuperSport Utd        | PL                    | 30         | 10         | 10         | 10         | CS+CdL          | 1+4             | 0+3             | 0+1             | 1+0             | -                  | -                  | -                  | -                  | -                  | MTN 8        | 3           | 2           | 0           | 1           | 38     | 15     | 11     | 12     | 39,47      | 7º                      |
| 2006-2007             | SuperSport Utd        | PL                    | 30         | 11         | 11         | 8          | CS+CdL          | 3+1             | 2+0             | 1+0             | 0+1             | -                  | -                  | -                  | -                  | -                  | MTN 8        | 3           | 1           | 1           | 1           | 37     | 14     | 13     | 10     | 37,84      | 6º                      |
| Totale SuperSport Utd | Totale SuperSport Utd | Totale SuperSport Utd | 184        | 83         | 53         | 48         |                 | 28              | 17              | 3               | 8               |                    | 18                 | 8                  | 4                  | 6                  |              | 13          | 5           | 3           | 5           | 243    | 113    | 63     | 67     | 46,50      |                         |
| 2012-2013             | M. Sundowns           | PL                    | 19         | 8          | 8          | 3          | CS+CdL          | 3+0             | 2               | 0               | 1               | -                  | -                  | -                  | -                  | -                  | -            | -           | -           | -           | -           | 22     | 10     | 8      | 4      | 45,45      | subentrato, 9º          |
| 2013-2014             | M. Sundowns           | PL                    | 30         | 20         | 5          | 5          | CS+CdL          | 3+2             | 2+1             | 0               | 1+1             | -                  | -                  | -                  | -                  | -                  | -            | -           | -           | -           | -           | 35     | 23     | 5      | 7      | 65,71      | 1º                      |
| 2014-2015             | M. Sundowns           | PL                    | 30         | 16         | 9          | 5          | CS+CdL          | 5+3             | 4+2             | 1+0             | 0+1             | CCL                | 4                  | 2                  | 1                  | 1                  | MTN 8        | 1           | 0           | 0           | 1           | 43     | 24     | 11     | 8      | 55,81      | 2º                      |
| 2015-2016             | M. Sundowns           | PL                    | 30         | 22         | 5          | 3          | CS+CdL          | 3+4             | 2+4             | 0               | 1               | CCL+CC             | 14+2               | 8+1                | 1+0                | 5+1                | MTN 8        | 1           | 0           | 1           | 0           | 54     | 37     | 7      | 10     | 68,52      | 1º                      |
| 2016-2017             | M. Sundowns           | PL                    | 30         | 16         | 9          | 5          | CS+CdL          | 2+2             | 1+1             | 0+1             | 1+0             | CCL                | 10                 | 4                  | 4                  | 2                  | MTN 8+SA+Cmc | 4+1+2       | 2+1+0       | 1+0+0       | 1+0+2       | 51     | 25     | 15     | 11     | 49,02      | 2º                      |
| 2017-2018             | M. Sundowns           | PL                    | 30         | 18         | 6          | 6          | CS+CdL          | 4+1             | 3+0             | 0               | 1+1             | CCL                | 8                  | 2                  | 4                  | 2                  | MTN 8        | 1           | 0           | 0           | 1           | 44     | 23     | 10     | 11     | 52,27      | 1º                      |
| 2018-2019             | M. Sundowns           | PL                    | 30         | 16         | 11         | 3          | CS+CdL          | 1+2             | 0+1             | 0               | 1+1             | CCL                | 14                 | 7                  | 3                  | 4                  | MTN 8        | 3           | 2           | 0           | 1           | 50     | 26     | 14     | 10     | 52,00      | 1º                      |
| 2019-2020             | M. Sundowns           | PL                    | 30         | 17         | 8          | 5          | CS+CdL          | 5+4             | 5+3             | 0+1             | 0               | CCL                | 10                 | 6                  | 3                  | 1                  | MTN 8        | 3           | 1           | 1           | 1           | 52     | 32     | 13     | 7      | 61,54      | 1º                      |
| Totale M. Sundowns    | Totale M. Sundowns    | Totale M. Sundowns    | 229        | 133        | 61         | 35         |                 | 44              | 31              | 3               | 10              |                    | 62                 | 30                 | 16                 | 16                 |              | 16          | 6           | 3           | 7           | 351    | 200    | 83     | 68     | 56,98      |                         |
| 2019-2020             | Al-Ahly               | PL                    | 4          | 3          | 1          | 0          | CE              | 3               | 2               | 1               | 0               | CCL                | 3                  | 3                  | 0                  | 0                  | -            | -           | -           | -           | -           | 10     | 8      | 2      | 0      | 80,00      | subentrato, 1°          |
| 2020-2021             | Al-Ahly               | PL                    | 34         | 22         | 10         | 2          | CE              | 2               | 2               | 0               | 0               | CCL                | 13                 | 9                  | 3                  | 1                  | SE+SA+Cmc    | 1+1+3       | 0+1+1       | 1+0+1       | 0+0+1       | 54     | 35     | 15     | 4      | 64,81      | 2°                      |
| 2021-2022             | Al-Ahly               | PL                    | 16         | 11         | 4          | 1          | CE              | 0               | 0               | 0               | 0               | CCL                | 13                 | 6                  | 4                  | 3                  | SE+SA+Cmc    | 0+1+3       | 0+0+2       | 0+1+0       | 0+0+1       | 33     | 19     | 9      | 5      | 57,58      | rescissione consensuale |
| Totale Al-Ahly        | Totale Al-Ahly        | Totale Al-Ahly        | 54         | 36         | 15         | 3          |                 | 5               | 4               | 1               | 0               |                    | 29                 | 18                 | 7                  | 4                  |              | 9           | 4           | 3           | 2           | 97     | 62     | 26     | 9      | 63,92      |                         |
| 2022-2023             | Al-Ahli               | PD                    | 34         | 21         | 9          | 4          | -               | -               | -               | -               | -               | -                  | -                  | -                  | -                  | -                  | -            | -           | -           | -           | -           | 34     | 21     | 9      | 4      | 61,76      | 1º (prom.)              |
| lug.-nov. 2023        | Al-Wahda              | PL                    | 7          | 4          | 0          | 3          | CE+CdL          | 0+3             | 2               | 0               | 1               | -                  | -                  | -                  | -                  | -                  | -            | -           | -           | -           | -           | 10     | 6      | 0      | 4      | 60,00      | esonerato               |
| gen.-giu. 2024        | Abha                  | SPL                   | 15         | 5          | 3          | 7          | KC              | -               | -               | -               | -               | -                  | -                  | -                  | -                  | -                  | -            | -           | -           | -           | -           | 15     | 5      | 3      | 7      | 33,33      | Sub., 16° (retr.)       |
| Totale carriera       | Totale carriera       | Totale carriera       | 523        | 282        | 141        | 100        |                 | 80              | 54              | 7               | 19              |                    | 109                | 56                 | 27                 | 26                 |              | 38          | 15          | 9           | 14          | 750    | 407    | 184    | 159    | 54,27      |                         |

## Palmarès

### Giocatore
- Beta Ethniki: 1

1993-1994

### Allenatore

#### Club

##### Competizioni nazionali
- MTN 8: 1

SuperSport United: 2004
- Coppa del Sudafrica: 3

SuperSport United: 2005
M. Sundowns: 2015, 2020
- Campionato sudafricano: 5  (record)

M. Sundowns: 2013-2014, 2015-2016, 2017-2018, 2018-2019, 2019-2020
- Coppa di Lega sudafricana: 2

M. Sundowns: 2015, 2019
- Campionato egiziano: 1

Al-Ahly: 2019-2020
- Coppa d'Egitto: 1

Al-Ahly: 2019-2020
- Prima Divisione (Arabia Saudita): 1

Al-Ahli: 2022-2023

##### Competizioni internazionali
- CAF Champions League: 3

M. Sundowns: 2016
Al-Ahly: 2019-2020, 2020-2021
- Supercoppa CAF: 3

M. Sundowns: 2017
Al-Ahly: 2020, 2021